# 灵栖弱蛛
灵栖弱蛛（学名：Leptoneta lingqiensis）为弱蛛科弱蛛属的动物。在中国大陆，分布于浙江等地，主要生活于洞穴之中。该物种的模式产地在浙江。